# Pınar Deniz
Pınar Deniz (* 4. November 1993 in Adana) ist eine türkische Schauspielerin arabischer Abstammung.

## Leben und Karriere
Deniz wurde am 4. November 1993 in Adana geboren. Ihre Familie stammt ursprünglich aus dem Libanon. In ihrer Kindheit konnte sie Arabisch sprechen, aber hat es im Laufe der Jahre verlernt. Danach zog sie mit ihrer Familie nach Istanbul. Deniz studierte an der Universität Istanbul. Sie verlor ihre Großmutter mütterlicherseits während der COVID-19-Pandemie in der Türkei.
Ihr Debüt gab sie 2014 in der Fernsehserie Sil Baştan. Anschließend tauchte sie in dem Musikvideo Yani von Murat Dalkılıç auf. Ihren Durchbruch hatte sie in Vatanım Sensin. Seit 2021 spielt sie in Yargı die Hauptrolle. Außerdem bekam sie die Rolle der Burcu in der Netflixserie Aşk 101.
Am 17. September 2024 heiratete sie den Schauspieler Kaan Yıldırım.

## Filmografie
Filme
- 2017: Kardeşim Benim 2
- 2020: İnsanlar İkiye Ayrılır
- 2022: Aşkın Kıyameti

Serien
- 2014: Sil Baştan
- 2015: Beyaz Yalanlar
- 2015: Günebakanlar
- 2016–2018: Vatanım Sensin
- 2018: Bir Deli Rüzgar
- 2020: Menajerimi Ara
- 2020–2021: Love 101 (Aşk 101)
- 2021: Kırmızı Oda
- 2021: Bunu Bi' Düşünün
- 2021–2022: Yargı
- 2023: The Actress (Aktris)